# Элкхарт
Элкхарт (англ. Elkhart) — город в округе Элкхарт в штате Индиана США. По данным переписи 2020 года, численность населения составляла 53 923 человека.

## Население
| 2010   | 2020    |
| ------ | ------- |
| 50 949 | ↗53 923 |